# Terajima Shinobu
Terajima Shinobu (寺島 しのぶ Tự Đảo Nhẫn) là nữ diễn viên điện ảnh người Nhật. Chị đã đoạt "Giải Blue Ribbon cho nữ diễn viên chính xuất sắc nhất" cho phim Akame 48 Waterfalls và phim Vibrator; "Giải cho nữ diễn viên chính xuất sắc nhất" tại "Giải phim Hochi" cho phim Akame 48 Waterfalls và "Giải cho nữ diễn viên chính xuất sắc nhất" tại Liên hoan phim Yokohama lần thứ 25 cho phim Vibrator.. Năm 2010 chị đoạt Giải Gấu bạc cho nữ diễn viên xuất sắc nhất tại lần thứ 60 cho vai diễn trong phim Caterpillar.

## Hoạt động nghệ thuật
Lưu ý: Danh sách dưới đây chưa được hoàn thiện đầy đủ
| Năm  | Tên phim          | Tên phim             | Tên phim                            | Vai diễn         | Ghi chú    |
| Năm  | Tiếng Việt        | Tiếng Nhật           | Tiếng Anh                           | Vai diễn         | Ghi chú    |
| ---- | ----------------- | -------------------- | ----------------------------------- | ---------------- | ---------- |
| 2003 |                   | 赤目四十八瀧心中未遂 | Akame 48 Waterfalls                 |                  |            |
| 2003 |                   | ヴァイブレータ       | Vibrator                            |                  |            |
| 2005 | Đồng hành vạn dặm | 単騎, 千里を走る     | Riding Alone for Thousands of Miles | Rie Takata       |            |
| 2005 |                   | 東京タワー           | Tokyo Tower                         | Kimiko           |            |
| 2008 | Chuyến bay vui vẻ | ハッピーフライト     | Happy Flight                        | Reiko Yamazaki   | [ 5 ]      |
| 2010 |                   | 龍馬伝               | Ryōma den                           | Sakamoto Tome    |            |
| 2010 |                   | キャタピラー         | Caterpillar                         | Shigeko Kurokawa |            |
| 2020 |                   | アーヤと魔女         | Earwig and the Witch                | Bella Yaga       | Lồng tiếng |